# Cinema in Abruzzo
La storia del cinema in Abruzzo inizia dai primi anni del Novecento con la produzione di brevi pellicole, quasi tutte a carattere documentario, per poi dagli anni Trenta svilupparsi con la realizzazione di veri e propri lungometraggi cinematografici, diretti da artisti di fama nazionale e internazionale.

## Storia
Uno dei primi documenti visivi girati in Abruzzo è il film in bianco e nero muto di Gaumont, inserito integralmente nel documentario La notte di Avezzano di Raffaello Di Domenico, presentato in occasione del centenario del terremoto della Marsica del 1915, che distrusse la città e molti altri centri limitrofi. Più tardi, a Chieti si costituì la Teatina Film (1922), fondata dal Cavalier Vincenzo Melocchi di Pizzoferrato, che a Chieti inaugurò anche il Caffè Vittoria, che in collaborazione con l'Istituto Nazionale Luce, realizzò nei primi anni venti dei piccoli documentari sulle realtà dell'Abruzzo: città, panorami, montagne e borghi, da Chieti, a Casoli, a Teramo, a Pescara, a Sulmona, all'Aquila.
Questi documenti visivi sono molto interessanti, perché riescono a mostrare un volto delle tradizioni abruzzesi e delle diverse località oggi molto cambiate, se non addirittura scomparse, per via degli spopolamenti dei borghi, o delle distruzioni arrecate dalla guerra. Tra le opere più importanti realizzate dalla Teatina Film, si ricordano i servizi: Chieti, l'antica Teate, che mostra Chieti, Pescara (con la casa di D'Annunzio), Scanno, Popoli, poi Aquila, la città di Federico II, con visioni della città e del circondario amiternino, Visioni di terra d'Abruzzo con uno sguardo sulle tradizioni locali dei borghi della Majella, incluso al lungo filmato sui borghi di Gamberale, Casoli, Pizzoferrato, e Sulmona, la città di Ovidio, con uno sguardo che si sposta dalla città peligna, sino alle realtà costiere di Lanciano, Casalbordino e Vasto.

Al pescarese Ennio Flaiano, sceneggiatore de La Dolce Vita, 8 1/2, I Vitelloni, Guardie e ladri, sono dedicati i Premi Flaiano, riconoscimenti tra i più importanti del panorama nazionale

Questi tipi di filmati furono realizzati anche in forma privata, come dimostrano i casi dei filmati su Cocullo, Vasto nel 1926 e nel 1943, Lanciano nel 1939. Il cinema vero e proprio in Abruzzo entrò nella metà degli anni Trenta, e la prima pellicola memorabile che si ricordi è Torna caro ideal di Guido Brignone del 1939, incentrato sulla vita del compositore ortonese Francesco Paolo Tosti, e girato a Ortona, Francavilla al Mare e Poggiofiorito. Il film appartiene a quel filone di filmati storici d'Abruzzo, poiché offre una visione della cittadina adriatica com'era prima delle distruzioni del 1943-44. L'Abruzzo con la produzione dei film del secondo dopoguerra, entrò immancabilmente nell'orbita delle case produttrici di Roma e Cinecittà, ricoprendo però un ruolo all'inizio marginale e di decorazione, oppure mostrato come un paesaggio bucolico e idilliaco, dove i protagonisti delle grandi città possono trovare ristoro, come il caso di Desiderio di Rossellini (1946) girato a Tagliacozzo (si riconoscono il palazzo Orsini e la chiesa della Madonna del Soccorso), o de La roccia incantata di Giulio Morelli (1949) con Dina Sassoli.
Quest'ultimo costituisce un punto importante di conquista di prestigio del territorio abruzzese riguardo alle ambientazioni delle pellicole, poiché fu prodotto da una società indipendente chiamata "Roio Film" (L'Aquila), e girato e ambientato quasi interamente nel capoluogo abruzzese, di cui si riconoscono chiaramente la basilica di Santa Maria di Collemaggio, la basilica di San Bernardino con la scalinata monumentale, il corso, la Piazza Duomo, altre chiese, la fontana delle 99 cannelle, e poi le località ai piedi del Gran Sasso, come il paese di Assergi, dove vive la protagonista, e il santuario di Appàri a Paganica. Morelli girò sempre nello stesso anno circa un breve documentario per il cinema, chiamato Abruzzo dannunziano, incentrato sulle tradizioni del paese di Scanno e Anversa degli Abruzzi.
Nel 1949 venne girato e ambientato nel paese peligno di Introdacqua il film Signorinella di Mario Mattoli, con Aroldo Tieri, mettendo in risalto un primo abbozzo italiano del filone "musicarello-commedia", essendo il tema incentrato sulla stoica "banda Introdacquese".

L’attore Ivo Garrani

'Abruzzo continuò ad essere usato dalle produzioni romane come set speciale, soprattutto per le suggestive ambientazioni, come nel caso de Il ritorno di don Camillo (1953) per il paesello di montagna dove il parroco viene cacciato da Peppone, ambientato a Rocca di Cambio, nell'altopiano delle Rocche (AQ).

Il francavillese Alessandro Cicognini, compositore di colonne sonore per la serie su Don Camillo e per Sciuscià, Ladri di biciclette, Pane amore e fantasia, Ulisse.

Per la serie di Don Camillo, l'Abruzzo contribuì con la realizzazione delle musiche scritte dal compositore Alessandro Cicognini, nato a Pescara ma vissuto per tanti anni a Francavilla al Mare, autore di oltre trecento colonne sonore tra cui i film Sciuscià e  Ladri di biciclette entrambi diretti da Vittorio De Sica.

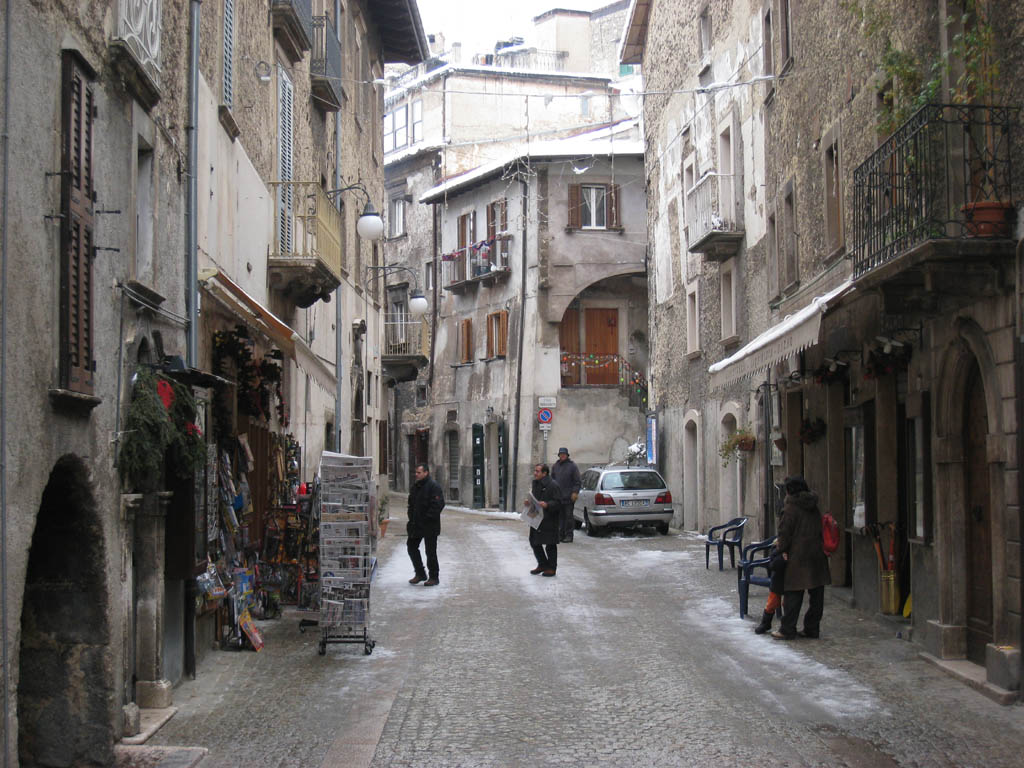
Scanno, il borgo set del film Uomini e lupi (1958)

Prestigiosa per il "cinema girato in Abruzzo", la realizzazione del film Uomini e lupi (1958) per la regia di Giuseppe De Sanctis, con Silvana Mangano. Il film fa parte del filone del neorealismo, con la sceneggiatura di Cesare Zavattini, che firmò anche i soggetti per La roccia incantata e La strada di Fellini, in cui l'Abruzzo figura per qualche scena nel paese di Rocca di Mezzo; questo terzo film è ambientato completamente a Scanno, e nel paese di Frattura Vecchia, anche se il nome della storia di fantasia è "Vischio", e la storia narra le vicende, ispirate alle realtà regionali, dei cosiddetti "lupari" (cacciatori di lupi), chiamati dagli abitanti dei villaggi di montagna per difendere la popolazione e le greggi dei tratturi dagli attacchi dei branchi.
Dopo questo film, l'Abruzzo continuò ad essere scelta come location ideale per le ambientazioni di montagna, si ricorda ad esempio la prima produzione internazionale de La Bibbia (1966), co-prodotta da Dino De Laurentiis e diretta da John Huston, con scene girate, soprattutto per la parte di Noè e dell'arca, sul Monte Velino nel cuore della Marsica e ad Alba Fucens. Da questo momento però l'Abruzzo, per mancanza di politiche competitive e in grado di sfruttare l'enorme potenziale del territorio, iniziò ad avere un ruolo sempre più ritagliato e marginale nell'universo cinematografico italiano, venendo sostanzialmente scelto per ambientazioni di film di serie B. Principalmente si trattò di generi horror-erotici, di cui il capostipite è La cripta e l'incubo (1964) di Camillo Mastrocinque, con Christopher Lee protagonista. In sostanza questo film si rivelò molto fortunato per il paese dove venne girato, ossia Balsorano vecchio, il borgo distrutto dal terremoto marsicano del 1915, di cui era rimasto in piedi soltanto il castello Piccolomini e qualche casa a brandelli, luogo naturali ideale, senza la necessità di ricostruzioni di set a Cinecittà, per ambientazioni di gusto horror; sicché il film venne girato in parte anche tra le rovine di Morino Vecchia (anch'essa colpita dal sisma del 1915), sopra cui spicca ancora oggi la torre campanaria della chiesa di Santa Maria.
Se da un lato il comune di Balsorano ottenne un'enorme fortuna per le location di questi film a basso costo e di scarsa qualità, seguendo il filone di moda della metà degli anni sessanta, e di tutti gli anni settanta (si ricordano Il boia scarlatto - La sanguisuga conduce la danza - Metti lo diavolo tuo ne lo mio inferno - A come assassino), l'Abruzzo riottenne un posto di riguardo nel panorama nazionale soltanto nel 1980, con il film di Carlo Lizzani Fontamara con Michele Placido (nomination al “David di Donatello” e al “Nastro d’Argento” come miglior attore) e Ida Di Benedetto, (vincitrice del “Nastro d’Argento” come miglior attrice protagonista):  tratto dal romanzo di Ignazio Silone.
Lizzani fu particolarmente accurato nella ricostruzione del periodo storico, vissuto in un certo senso in prima persona dallo stesso Silone che, come il protagonista Berardo Viola, si era gettato anima e corpo nella lotta di classe comunista dei "cafoni" contro i podestà e gli oppressori per il controllo della terra: i borghi scelti per la ricostruzione del set naturale del villaggio Fontamara furono Pescina vecchia, la parte dell'abitato sotto il torrione dei Piccolomini semi-distrutta dal terremoto del 1915, il campanile della chiesa della Trinità di Popoli (PE), il villaggio di Gioia Vecchio nel comune di Gioia dei Marsi, e per le inquadrature dal basso della piana fucense venne scelto il paese peligno di Roccacasale, con i resti del castello triangolare che lo sovrastano.

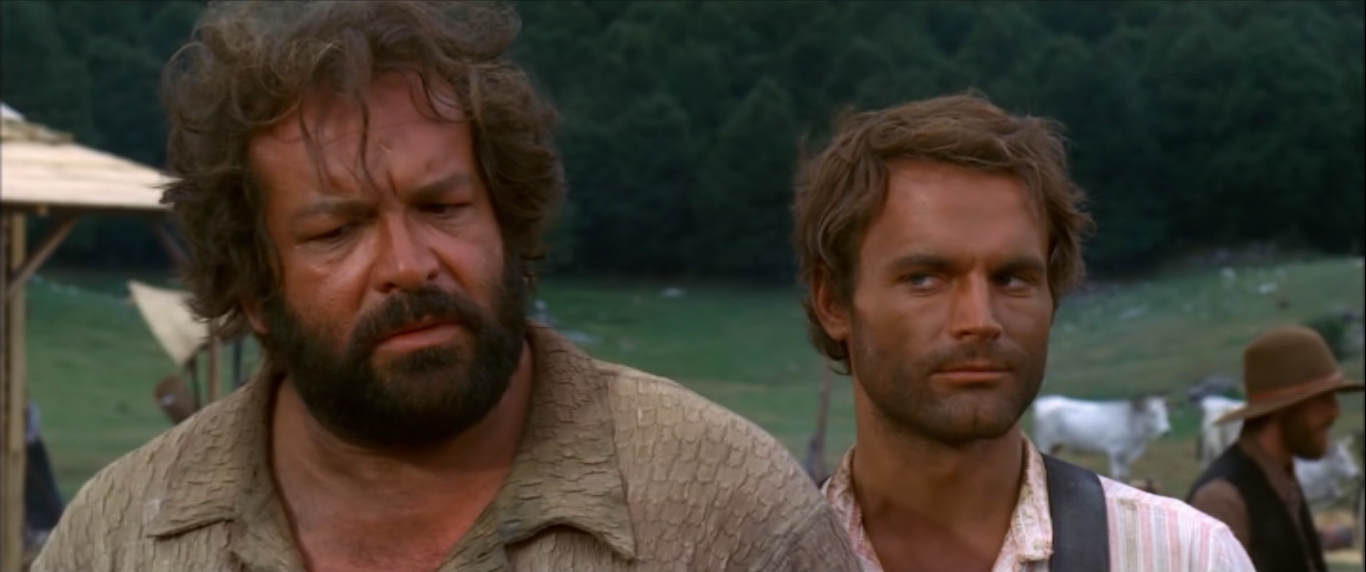
Bambino (Bud Spencer) e Trinità (Terence Hill), i protagonisti del film.

Un film che immortala luoghi dell'Abruzzo, almeno nel suo valore naturale dei parchi, fu uno dei film che lanciarono nel cinema la coppia Bud Spencer-Terence Hill:  ...continuavano a chiamarlo Trinità (1971), diretto da E.B.Clucher, e girato in parte nella piana vasta di Campo Imperatore, dalla parte aquilana attorno Assergi e Calascio, di cui si ricorda la visuale del corno grande del Gran Sasso. Nel 1971 il direttore di fotografia e regista teramano Tonino Valerii realizzò un breve lungometraggio di circa 50 min per l'Istituto Luce, con la collaborazione della regione, per promuovere le bellezze turistiche d'Abruzzo, dal titolo: Abruzzo? Prendilo, è tuo!. Il documentario mostra le principali 4 città regionali, insieme ad alcuni monumenti, ai borghi, alle bellezze dei parchi e della costa, ed è considerato il miglior documentario storico realizzato sino ad ora sulla regione, dopo quello degli anni sessanta di Folco Quilici, della collezione Viaggio in Italia.
La mancanza di ulteriori case di produzione abruzzesi abbastanza forti da permettere di ambientare e girare film di ampio respiro, o di coinvolgere produzioni internazionali, fece sì che anche per gli anni '80 la regione visse un periodo stagnante, tra alti e bassi.
Degno di nota è l'opera del regista teatino Luciano Odorisio, che a Chieti girò e ambientò i due film Sciopèn (1982), vincitore del Leone d'Oro come "Miglior opera prima o seconda" a Venezia, e Via Paradiso (1988), con protagonisti Michele Placido, Guido Celano e Fabio Traversa. 

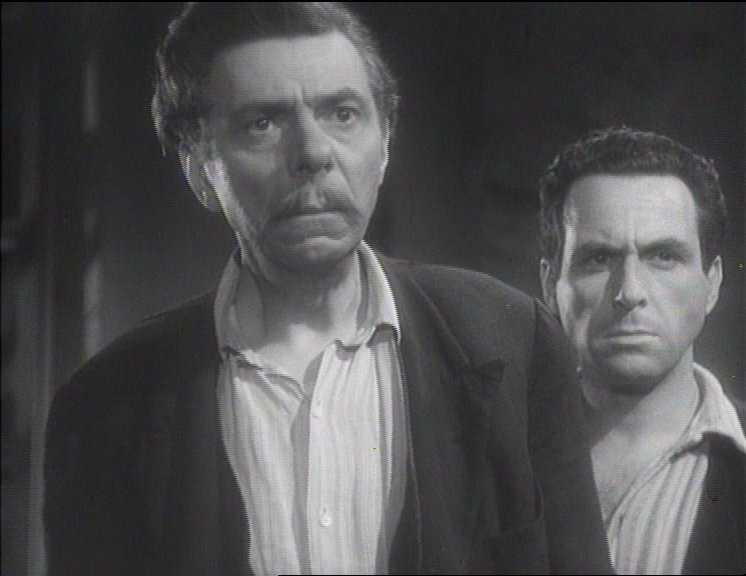
Guido Celano, a destra, con Aldo Silvani a sinistra e nel film Quattro passi fra le nuvole (1942)

Accanto a Placido, Odorisio coinvolse una figura storica del cinema abruzzese, l'attore e regista francavillese Guido Celano, attore che lavorò con i maggiori registi del suo tempo come Alessandro Blasetti, Mario Camerini, Carlo Lizzani, Camillo Mastrocinque e a fine carriera anche con Carlo Verdone.
L'idea di Odorisio infatti era di rappresentare la città teatina come il tipico locus amenus di provincia, dove nulla cambiava, e dove ogni minimo progetto di rivalsa, come nel caso di Sciopèn, alla fine si risolve in un fallimento totale. Tale clima di lentezza e quiescenza provinciale sarà presente anche nel secondo film, in cui il protagonista, insieme al nonno anziano, devoe combattere contro una multinazionale americana affinché l'ultimo cinema vecchio stile di Chieti, la sala Eden, non chiuda.
La seconda metà degli anni ottanta rappresentano ancora oggi il salto di qualità dell'Abruzzo, poiché fu la stagione delle grandi produzioni come Amici Miei atto II di Monicelli (1982), dove le rovine del castello di Calascio comparvero per la seconda volta (la prima volta apparvero in un'inchiesta di Romano Scavolini del 1968), precisamente nella scena rievocativa della via Crucis di Roberto Melandri (Gastone Moschin) che porta la croce travestito da Cristo. Rocca Calascio però ebbe modo di farsi conoscere, e di diventare il biglietto da visita dell'Abruzzo grazie al film Ladyhawke (1986) con Michelle Pfeiffer, Rutger Hauer e Matthew Broderick.

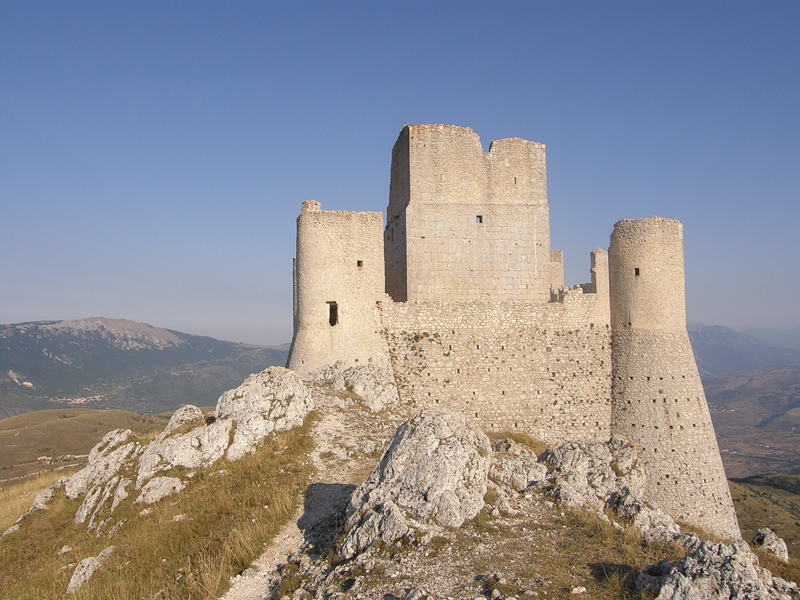
Rocca Calascio (AQ), set dei film Ladyhawke e Il nome della rosa, ambedue del 1986

Per problemi con la produzione, il film non venne girato completamente in Abruzzo, poiché nel progetto era prevista l'ambientazione anche all'Aquila, il cui toponimo rimase per le scene del castello di Torrechiara, sebbene francesizzato in "Aguillon", mentre in Abruzzo vennero girate le scene a Calascio, nella vicina Castel del Monte, e con alcuni sfondi del borgo marsicano di Pereto. Le scene ambientate nel castello di Rocca Calascio, abitato dal monaco e stregone folle Imperius, rimasero memorabili, dando infatti la rocca, rimasta abbandonata dopo i danni del terremoto dell'Aquila del 1703 in cima a uno sperone roccioso che sovrasta i resti del villaggio medievale, quel fascino ideale e autentico di castello fortificato per il genere fantasy, in voga nella metà degli anni ottanta.
Per la scenografia vennero apportate alcune modifiche alle torri cilindriche angolari del mastio, ossia vennero ricostruite le merlature e i beccatelli, che probabilmente il castello, di proprietà dei Medici nel XV-XVI secolo, doveva effettivamente avere, ma andate distrutte col terremoto.

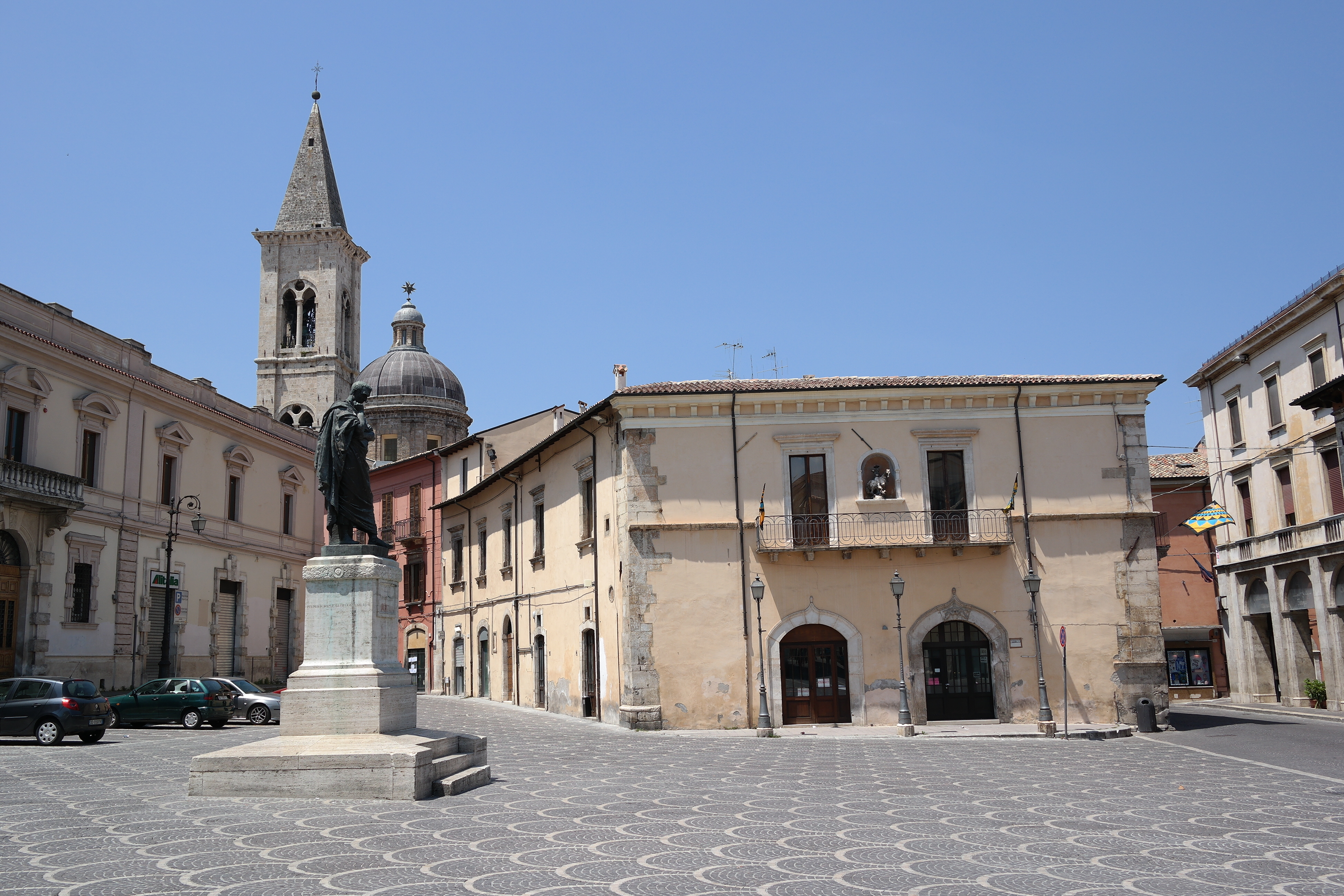
Piazza XX Settembre (Sulmona), una delle ambientazioni del film Parenti serpenti (1992) di Mario Monicelli

Sempre nei dintorni del castello di Rocca Calascio, nello stesso anno, vennero girate alcune brevi sene del film Il nome della rosa di Jean-Jacques Annaud con Sean Connery e F. Murray Abraham, tratto dal romanzo di Umberto Eco. Si tratta tuttavia di sporadiche sequenze, presenti soprattutto all'inizio, volte a mostrare la bellezza della piana di Campo Imperatore, con in lontananza la figura della piccola rocca, piuttosto che a celebrarne la possenza come nel film precedente Ladyhawke. Dopo la breve parentesi del film Francesco di Liliana Cavani (1989) con Mickey Rourke ed Helena Bonham Carter sulla vita del santo d'Assisi, girato nella piana di Campo Imperatore, la nuova svolta per l'Abruzzo tornò grazie allo sceneggiatore lancianese Carmine Amoroso, che propose il soggetto Parenti serpenti al regista Mario Monicelli.

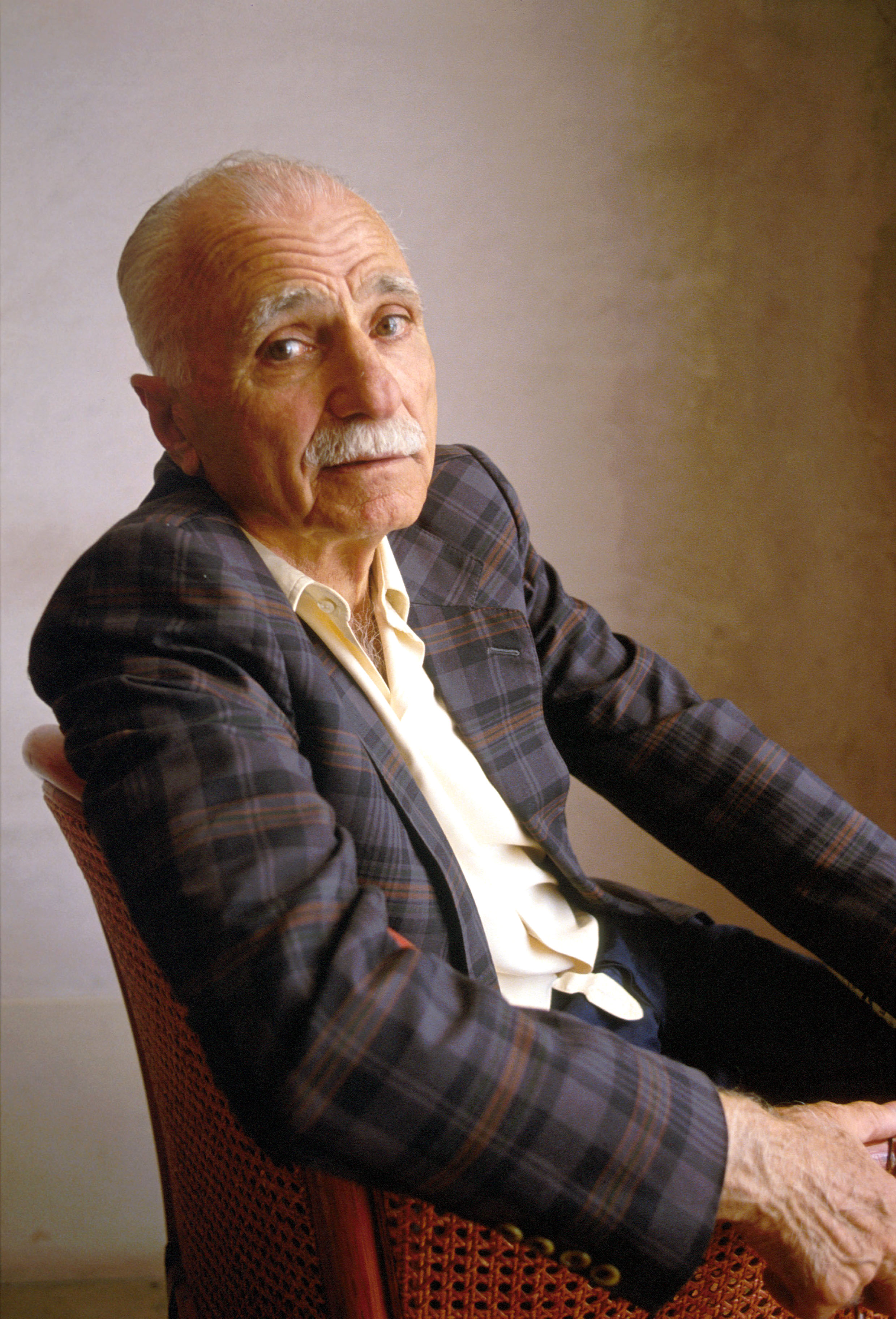
Monicelli nel 1991, alla Mostra del cinema di Venezia

In origine la storia era stata ispirata ad Amoroso dai personaggi tipici della sua città di Lanciano (CH), e premette affinché il film fosse stato girato nella città, ma Monicelli, dopo dei sopralluoghi, preferì la cittadina di Sulmona, per la vicinanza a Roma, e per il fatto che la strettezza del corso Ovidio, con il Gran Caffè nella Piazza XX Settembre, rappresentasse meglio la "provincialità" dei personaggi descritti da Carmine Amoroso nel suo soggetto. Così la storia fu in parte cambiata, ambientata nella città di Ovidio, così come nella descrizione fuoricampo all'inizio del film: una famiglia di genitori e figli tornano nella cittadina abruzzese da nonna Trieste e dal marito per passare le vacanze di Natale, e proprio il giorno della nascita del Signore la nonna comunica di voler trascorrere gli ultimi anni della sua vita in compagnia di una delle famiglie che i figli si sono create, per non invecchiare in un ospizio.
Benché la scelta di Sulmona da un lato si sia rivelata felice per le bellezze della città, dall'altro sono ben evidenti alcune incongruenze con il soggetto originale, come ad esempio i cognomi delle famiglie più influenti (Maranga, Mazzoccone, Cipollone, De Sanctis), cognomi tipicamente lancianesi, e la scena della "Squilla" pre-natalizia con la processione, che è una tradizione di Lanciano, istituita nel 1706 dal vescovo Monsignor Paolo Tasso. In questo film fa una piccola apparizione, come in altri film di Monicelli, l'attore lancianese Alfredo Cohen, nel ruolo del transessuale. L'Abruzzo comparve, dopo questo film, anche in altre produzioni di interesse, come Come mi vuoi (1997) diretto dallo stesso Amoroso, con il cast internazionale di Vincent Cassel, Monica Bellucci, Enrico Lo Verso. La storia è in parte ambientata nella città di Lanciano, di cui si riconoscono lo stadio comunale e la storica chiesa di Santa Maria Maggiore, e a Fossacesia, per l'ambientazione panoramica sulla costa dei Trabocchi e dell'abbazia di San Giovanni in Venere (Fossacesia); poi de Il viaggio della sposa (1997) di Sergio Rubini con Giovanna Mezzogiorno, girato e ambientato nel XVII secolo nella cittadina di Atri (TE) sede del ducato, nel monastero di Santa Chiara per gli interni, e nell'abbazia di San Giovanni Battista a Lucoli (AQ) per gli esterni, e in alcune parti del Parco della Majella, nei dintorni di Torre de' Passeri.
Sempre in quest'anno fu realizzato il primo film di Riccardo Milani Auguri professore, regista molto legato all'Abruzzo, con protagonista Silvio Orlando e Claudia Pandolfi.
I luoghi cari a Milani saranno per anni il Parco Nazionale d'Abruzzo e i paesi di Bisegna, San Sebastiano dei Marsi e Pescasseroli, come si vedrà anche in La guerra degli Antò (1999), benché ampiamente girato e ambientato sul litorale di Montesilvano e in Il posto dell'anima (2002), sempre con Silvio Orlando, Paola Cortellesi e Michele Placido. Questo secondo film è stato interamente girato e ambientato a Vasto e nel suo porto a Punta Penna, narrando la lotta di alcuni operai per la chiusura di una fabbrica di pneumatici. Del 2014 è ambientato da Milani in Abruzzo è Scusate se esisto!, con Paola Cortellesi e Raoul Bova, ambientato per la precisione, in alcune parti, nel paesino di Anversa degli Abruzzi, per cui molti interlocutori della protagonista fanno confusione con la città svizzera.
Nel 2002 Luciano Odorisio realizzò il suo ultimo lungometraggio per il cinema: Guardiani delle nuvole con Alessandro Gassman, Carlo Buccirosso e Franco Nero, ambientandolo in una cittadina della Campania, ma avendolo girato nel paese aquilano di Capestrano, di cui si riconoscono la piazza principale e il castello Piccolomini; nel 2003 Elio Germano fu il protagonista del film Liberi, girato e ambientato completamente in Abruzzo, tra Bussi sul Tirino (PE), Pescara e Trasacco (AQ).
Il regista Pasquale Squitieri realizzò per Mediaset nello stesso anno il mediometraggio Il giorno della Shoah (2010) con Giorgio Albertazzi e Claudia Cardinale, ambientandolo nelle macerie della città devastata dal sisma, mentre Sabina Guzzanti realizzò la sua personale e polemica inchiesta sulla gestione dell'emergenza del sisma, intitolata Draquila - L'Italia che trema (2010).
Nel 2014, ad Anversa degli Abruzzi, Riccardo Milani gira il lungometraggio Scusate se esisto!, con protagonista Paola Cortellesi e Raoul Bova.
Del 2015 è il film Ambo di Pierluigi Di Lallo con Adriano Giannini, Serena Autieri e Maurizio Mattioli, ambientato ad Atessa (CH), e nella vicina costa dei Trabocchi.
Nello stesso anno Matteo Garrone gira Il racconto dei racconti - Tale of Tales (2015), una produzione internazionale tratta dall'opera Pentamerone - Lo cunto de li cunti di Giambattista Basile. Uno dei tre episodi è stato girato nel castello di Roccascalegna, anche se con la post-produzione al montaggio l'originale maniero, scelto per la sua curiosa posizione sopra lo sperone roccioso, venne ampiamente modificato e arricchito di particolari per accentuare il gusto favolistico del film.
Nel 2016, nelle città di Francavilla al Mare, Pescara, Nocciano e Atri, il regista e compositore abruzzese Davide Cavuti gira il film-documentario Un'avventura romantica dedicato alle opere del compositore Alessandro Cicognini e con protagonisti Michele Placido, Edoardo Siravo, Lino Guanciale, Debora Caprioglio, Giorgio Albertazzi, presentato alla 73ª Mostra internazionale d'arte cinematografica di Venezia, e al 38° Havana Film Festival - Festival Internacional del Nuevo Cine Latinoamericano a L’Avana – Cuba.
Nel 2017, Maccio Capatonda realizza il film Omicidio all'italiana, girato quasi totalmente nel paese abbandonato di Corvara (PE), chiamato nella storia "Acitrullo": protagonisti, oltre all’attore e regista abruzzese, Sabrina Ferilli, che ha vinto il Nastro d'Argento (Migliore attrice non protagonista); il film ha ricevuto la candidatura al Nastro d’Argento per la migliore commedia. Nello stesso anno, a Pescara e a Vasto, vengono girate alcune scene del film Il permesso - 48 ore fuori con la regia di Claudio Amendola (2017), con protagonista Luca Argentero.
Nel 2019, nelle città di Sulmona, Atri e Ortona (per la ricostruzione dell’esilio del poeta latino nella città rumena di Tomi), viene realizzato il film-documentario Lectura Ovidii con la regia di Davide Cavuti e protagonisti Michele Placido, Pino Ammendola, Maria Rosaria Omaggio, Lino Guanciale, Giorgio Pasotti, ispirato alle opere del poeta sulmonese Publio Ovidio Nasone, e presentato in prima mondiale all’ICFF di Toronto, dove il regista Cavuti ha ricevuto un "Award of Excellence" e successivamente alla 76ª Mostra internazionale d'arte cinematografica di Venezia.
Sempre nel 2019 è stata realizzata la serie televisiva tratta dal romanzo di Umberto Eco: Il nome della rosa con John Turturro, Rupert Everett, Fabrizio Bentivoglio e Alessio Boni, girata in larga parte in Abruzzo, tra le gole di Fara San Martino (CH), Roccamorice (PE), per l'eremo di Santo Spirito alla Majella, e ancora una volta al castello di Roccascalegna (CH).

## Festival e rassegne speciali

### Premio Flaiano[5]
Il Premio Flaiano fu fondato nel 1973 da Edoardo Tiboni per onorare lo scrittore e sceneggiatore pescarese Ennio Flaiano, scomparso il 20 novembre 1972, e riproporre allo stesso tempo lo studio della sua opera. Il Premio si suddivide in varie categorie artistiche: letteratura, musica, cinema, teatro, televisione, radio. La sede della cerimonia di premiazione è il Teatro monumento Gabriele D'Annunzio di Pescara.

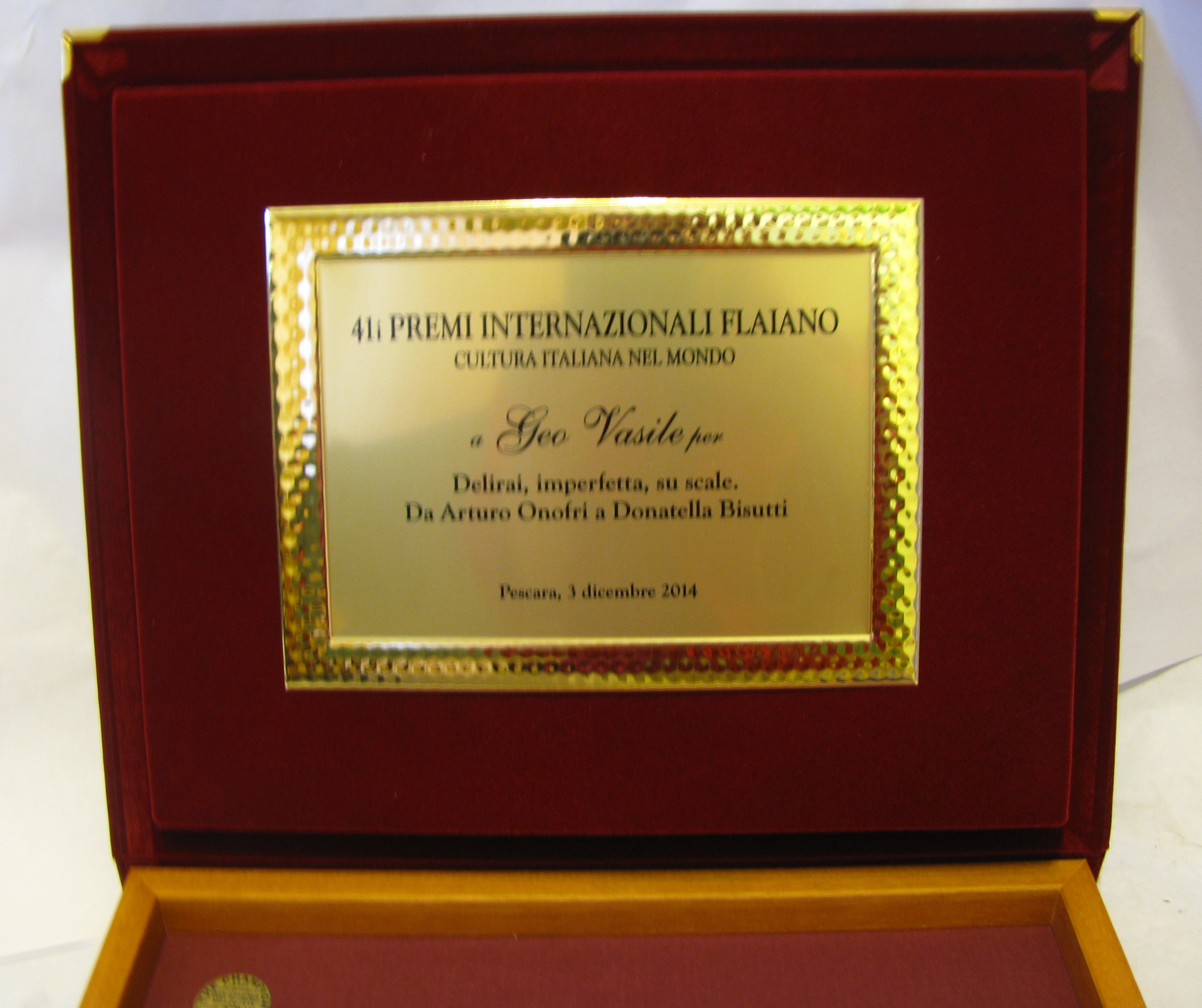
Placchetta del vincitore del 41simo Premio Flaiano, dedicata a Geo Vasile

Nel corso degli anni, il premio è divenuto un riconoscimento tra i più ambiti del mondo del spettacolo, ospitando personalità del mondo cinematografico internazionale e non solo. Nel 2002 si è arricchito del Premio Internazionale di Italianistica; per la 44sima edizione, viene insignito della Medaglia di Rappresentanza dal Presidente della Repubblica.

### Festival Alessandro Cicognini
Il Festival Alessandro Cicognini è una kermesse cinematografica, ideata dal compositore e regista Davide Cavuti per omaggiare il celebre compositore francavillese Alessandro Cicognini (1906-1995), uno dei padri della musica da film a livello internazionale, prodotto dal Centro Ricerche e Studi Nazionale Alessandro Cicognini che, inoltre, annualmente realizza il Premio Internazionale Cicognini (anche Premio Cicognini). Il riconoscimento è stato assegnato, nel corso degli anni, a musicisti quali Ennio Morricone, Nicola Piovani, Uto Ughi, Manuel De Sica: lo Special Award del Premio è stato vinto, tra gli altri, dalla cantante statunitense Gloria Gaynor, dallo sceneggiatore Enrico Vanzina, dagli attori Giancarlo Giannini, Giorgio Albertazzi.

### Sulmona Film Festival
Il Sulmona International Film Festival (SIFF) è un festival di cortometraggi che si tiene a Sulmona (Italia) nel mese di novembre. Il Festival celebra il giovane cinema di tutto il mondo, con una selezione di opere inedite di registi emergenti e appassionati storyteller con visioni uniche.
Il SIFF è l'evoluzione internazionale del Sulmonacinema Film Festival che nel 2019 ha raggiunto la sua trentasettesima edizione. Nel corso degli anni Sulmonacinema ha sostenuto i giovani registi italiani, alcuni dei quali sono diventati i cineasti più rappresentativi del nostro Paese, come Paolo Sorrentino, Luca Guadagnino, Saverio Costanzo. Nella sua lunga storia il Festival ha accolto ospiti e giudici come Claudio Santamaria, Stefano Accorsi, Luigi Lo Cascio, Sonia Bergamasco, Francesco Montanari, Francesco Bruni.
L'evento presenta anche una serie di iniziative speciali come workshop, retrospettive, concerti, mostre.

## Registi

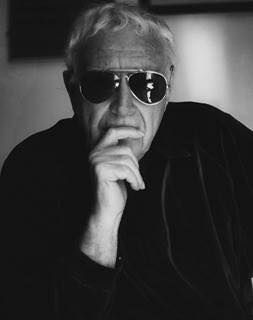
Il regista abruzzese Luciano Odorisio

- Anton Giulio Majano, Tonino Valerii, Guido Celano, Mario Orfini, Luciano Odorisio, Carmine Amoroso, Maccio Capatonda, Gianrico Di Gennaro, Sergio Santilli, Claudio Romano, Davide Cavuti, Stefano Chiantini, Pierluigi Di Lallo, Marco Chiarini, Marco Cassini, Milo Vallone, Simone Bozzelli, Walter Nanni e Stefano Odoardi[11]

## Attori

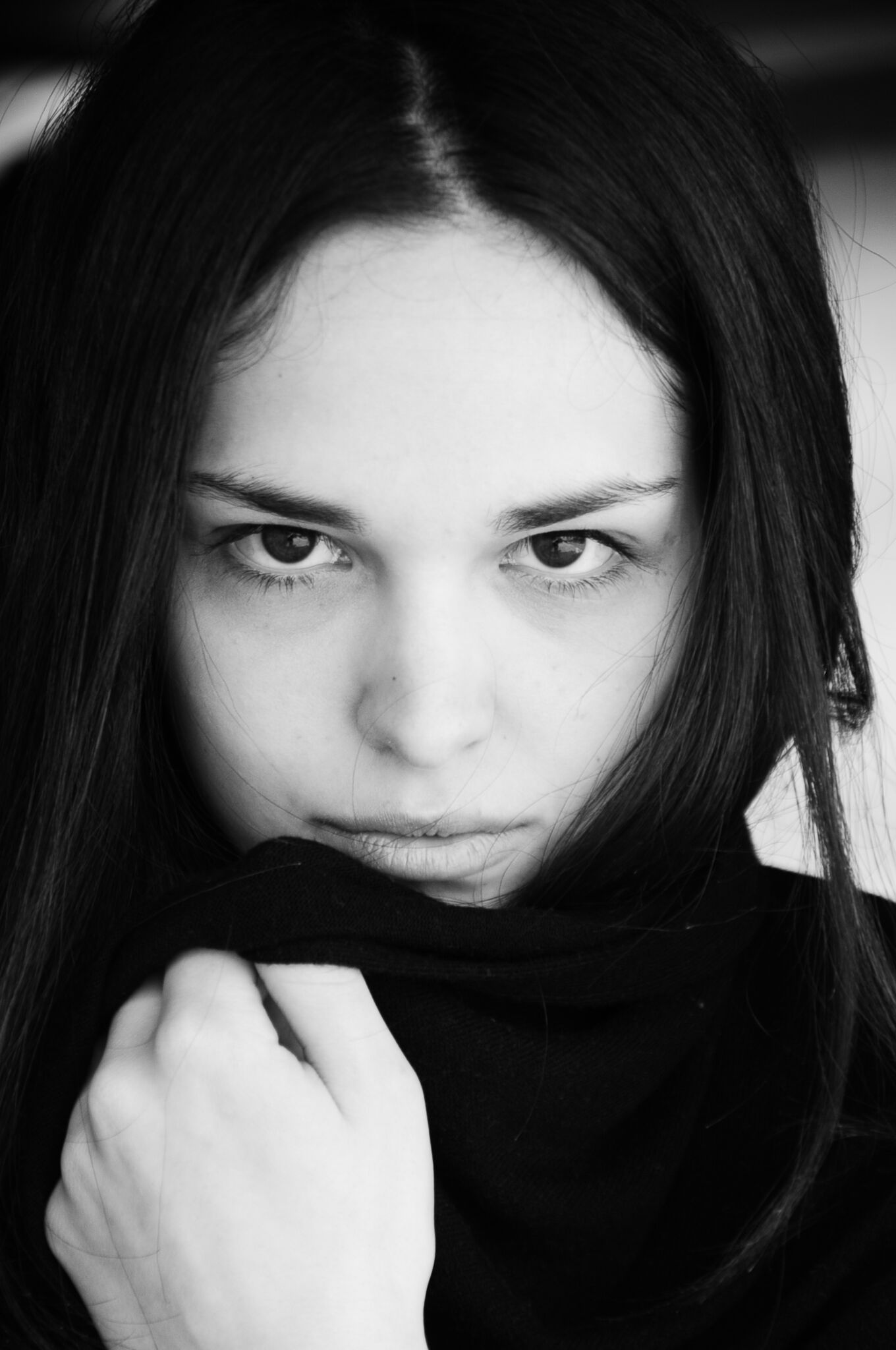
L'attrice francavillese Sara Serraiocco

L'attore di origini atriane Carlo Delle Piane nel film Regalo di Natale (1986)

- Guido Celano, Carlo Delle Piane, Maria Pia Casilio, Giulia Rubini, Lino Guanciale, Sara Serraiocco, Maccio Capatonda, Lucrezia Guidone, Gabriele Cirilli, Federica Di Martino, Alessia Giangiuliani, Pietro Bontempo, Mario Orfini, Marco Cassini, Andrea Arcangeli, Michael Reale, Rocco Siffredi, Milly Carlucci, Francesco Sermiento, Ivo Garrani, Alessia Barela, Enrico Venti, Sebastiano Nardone, Francesca Cipriani, Roberto Pedicini, Marco Papa, Tiziana Di Tonno, Christian Iansante, Gabriele Silvestrini, Flavio Pistilli, Flavio Sciolè, Giampiero Mancini, Milo Vallone, Federico Perrotta, Pia Velsi, Corrado Oddi.

## Sceneggiatori

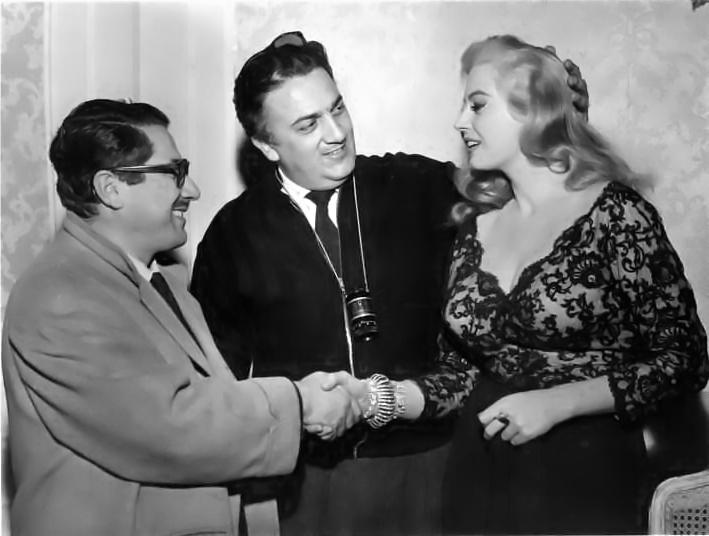
Ennio Flaiano stringe la mano ad Anita Ekberg, sotto lo sguardo di Federico Fellini, durante una pausa delle riprese della Dolce vita (1959)

- Ennio Flaiano, Ettore Maria Margadonna, Anton Giulio Majano, Tonino Valerii, Carmine Amoroso.

Il compositore Bruno Zambrin, nato a Francavilla al Mare con Gianni Morandi (1969).

## Compositori
- Alessandro Cicognini, Ettore Montanaro, Bruno Zambrini, Davide Cavuti, Germano Mazzocchetti.

## Elenco dei film girati e ambientati in Abruzzo
- Sempre nel cor la Patria, regia di Carmine Gallone (1915) girato tra le macerie di Avezzano dopo il terremoto del 1915
- Torna caro ideal regia di Guido Brignone (1939), girato e ambientato in parte a Francavilla al Mare, Ortona e Poggiofiorito
- Primo amore (1941) di Carmine Gallone, girato in parte a Tagliacozzo
- Desiderio di Roberto Rossellini (1946), girato in parte a Tagliacozzo
- Il cavaliere misterioso di Riccardo Freda (1948), girato in parte a Pescasseroli e nel Parco Nazionale d'Abruzzo
- Signorinella di Mario Mattoli (1949), girato e ambientato a Introdacqua
- La roccia incantata (1950) di Giulio Morelli, girato e ambientato quasi completamente all'Aquila, Assergi e Campo Imperatore
- 47 morto che parla, di Carlo Ludovico Bragaglia (1950), alcuni esterni girati a Villetta Barrea.
- Il ritorno di don Camillo di Julien Duvivier (1953), girato in parte a Rocca di Cambio
- La strada di Federico Fellini (1954), girato in parte a Rocca di Mezzo
- Uomini e lupi di Giuseppe De Sanctis (1958), girato e ambientato a Scanno, Frattura Vecchia e Pescasseroli
- L'ultimo ritorno (1960) di Joseph Olivieri, film di produzione privata, ambientato a Gagliano Aterno
- I briganti italiani di Mario Camerini (1961), girato a Cerreto Sannita, Pescocostanzo e Alfedena
- Il federale regia di Luciano Salce (1961) girato in parte nella valle del Sagittario
- La cripta e l'incubo di Camillo Mastrocinque (1964), girato in parte a Balsorano vecchio (Castello Piccolomini) e Morino vecchio
- Il boia scarlatto di Massimo Pupillo (1965), girato in parte a Balsorano Vecchio
- A... come assassino di Angelo Dorico (1966), girato a Balsorano
- La settima tomba di Finney Cliff (Garibaldi Serra Caracciolo) (1965), girato a Balsorano
- Le stagioni del nostro amore di Florestano Vancini (1966), girato in parte a Campo Imperatore
- La Bibbia di John Huston (1966), girato in parte sul Monte Velino e ad Alba Fucens
- 7 donne d'oro contro due 07 di Vincenzo Cascino (1967), girato a Balsorano
- Assassino senza volto di Angelo Dorico, girato a Balsorano
- Giurò... e li uccise ad uno ad uno... Piluk il timido di Guido Celano (1968), girato a Rocca Pia e nel Parco della Majella
- Serafino di Pietro Germi (1968), girato in parte ad Arquata del Tronto e nella piana di Campo Imperatore, nella parte della provincia di Teramo (Prati di Tivo)
- Straziami ma di baci saziami di Dino Risi (1968), girato in parte a Pescocostanzo (il paese detto "Sacrofano Marche")
- Nel silenzio dei sassi di Romano Scavolini (1968), breve documentario storico sulla vita sociale del paese di Calascio
- La bambola di Satana di Ferruccio Casapinta (1969), girato a Balsorano
- Pensiero d'amore di Mario Amendola (1969), girato a Balsorano
- Esotika Erotika Psicotika di Radley Metzger (1969), girato a Balsorano
- Lady Barbara di Mario Amendola (1970), girato a Balsorano
- Nelle pieghe della carne di Sergio Bergonzelli (1970), girato in parte a Torre di Cerrano (Pineto)
- Quando la donna vuole (1970) di Rolando D'Alonzo su soggetto di Antonio Allegrini, produzione privata, girato a Castel Frentano.
- Lo chiamavano Trinità... di E.B. Clucher (1970), girato in parte a Campo Imperatore (territorio di Calascio)
- ...continuavano a chiamarlo Trinità' di E.B.Clucher (1971), girato in parte sempre a Campo Imperatore, dintorni di Calascio e Assergi
- La lunga ombra del lupo di Gianni Manera (1971), girato a Balsorano
- Le radici della libertà, documentario di Ermanno Olmi (1972), girato in parte a Pescocostanzo
- Alfredo Alfredo di Pietro Germi (1972), girato in parte in contrada San Giacomo di Valle Castellana (TE)
- I corpi presentano tracce di violenza carnale di Sergio Martino (1973), girato a Tagliacozzo
- Metti lo diavolo tuo ne lo mio inferno di Bitto Albertini (1973), girato in parte a Balsorano Vecchio (Castello Piccolomini)
- Il plenilunio delle vergini di Luigi Batzella (1973), girato a Balsorano
- Riti, magie nere e segrete orge nel trecento di Renato Polselli (1973), girato a Balsorano vecchio
- Farfallon di Riccardo Pazzaglia (1974), girato a Balsorano
- Milarepa di Liliana Cavani (1974), girato a Corfinio e Raiano, presso le gole di San Venanzio
- Ordine firmato in bianco di Gianni Manera (1974), girato a Tagliacozzo
- La sanguisuga conduce la danza di Alfredo Rizzo (1975), girato in parte a Balsorano, nel castello Piccolomini
- Il deserto dei Tartari di Valerio Zurlini (1976), girato in parte a Campo Imperatore e Massa d'Albe
- Keoma di Enzo G. Castellari (1976), girato a Campo Imperatore, nei dintorni di Assergi
- La sposina di Sergio Bergonzelli (1976), girato e ambientato in parte a Pescara
- Taxi Love, servizio per signora di S. Bergonzelli (1976), girato in parte a Pescara
- Il maestro di violino di Giovanni Fago (1976), girato in parte a Sulmona
- Autostop rosso sangue di Pasquale Festa Campanile (1977), girato a Campo Imperatore, in parte
- Suor Emanuelle di Giuseppe Vari (1977), girato a Balsorano
- Malabimba di Andrea Bianchi (1979), girato a Balsorano
- Fontamara di Carlo Lizzani (1980), girato e ambientato a Pescina (Fontamara), ma anche Gioia dei Marsi vecchia, Popoli, Roccacasale e Avezzano
- Bollenti spiriti di Giorgio Capitani (1981), girato a Balsorano
- C'è un fantasma nel mio letto regia di Claudio Giorgi (1981), girato a Balsorano
- Bianco, rosso e Verdone di Carlo Verdone (1981), girato all'inizio lungo l'Autostrada dei Parchi, all'altezza del casello di Assergi (AQ)
- La maestra di sci di Alessandro Lucidi (1981), girato e ambientato a Prati di Tivo, Montesilvano e Pescara
- Amici miei - Atto IIº di Mario Monicelli (1982), girato in parte a Rocca Calascio, nella scena della "via Crucis"
- Sciopèn di Luciano Odorisio (1982), girato e ambientato completamente a Chieti
- Quando l'amore 'mpazzire te fa (1982) di Vincenzo Olivieri, film realizzato per la Rai in 3 puntate,  girato a Gessopalena.
- Krull di Peter Yates (1983), girato a Campo Imperatore
- Il generale dell'armata morta di Luciano Tovoli (1983), girato in parte a Campo Imperatore
- D'Annunzio di Sergio Nasca (1985), girato in parte nei dintorni di Pescara, L'Aquila e San Vito Chietino
- La messa è finita di Nanni Moretti (1985), girato e ambientato in parte a Barrea
- Joan Lui - Ma un giorno nel paese arrivo io di lunedì di Adriano Celentano (1985), girato in parte sulla ferrovia L'Aquila-Lucoli
- Yado di Richard Fleischer (1985), girato in parte a Campo Imperatore
- King David di Bruce Beresford (1986), girato in parte a Campo Imperatore
- Ladyhawke di Richard Donner (1986), girato in gran parte a Rocca Calascio, Castel del Monte e Pereto
- Il nome della rosa di Jean-Jacques Annaud (1986), girato in parte a Campo Imperatore e Rocca Calascio
- La coda del diavolo di Giorgio Treves (1987), girato in parte a Filetto di Camarda (L'Aquila)
- The Barbarians regia di Ruggero Deodato (1987), girato a Campo Imperatore
- Camping del terrore di Ruggero Deodato (1987), girato a Rigopiano (Farindola)
- Ultimo minuto di Pupi Avati (1987), girato in parte a Fonte Cerreto (Assergi)
- Teresa di Dino Risi (1987), girato sull'Autostrada A24, casello L'Aquila
- Via Paradiso di Luciano Odorisio (1988), girato e ambientato totalmente a Chieti
- Delitti e profumi di Vittorio De Sisti (1988), girato in parte all'Aquila
- Francesco di Liliana Cavani (1988), girato in parte a Campo Imperatore e Raiano
- Il sole anche di notte di Paolo e Vittorio Taviani (1990), girato in parte a Campo Imperatore
- Parenti serpenti di Mario Monicelli (1992), girato e ambientato completamente a Sulmona e nella conca Peligna
- Magnificat di Pupi Avati (1993), girato in parte nell'abbazia di San Liberatore a Majella (PE), la chiesa di Santa Maria in Valle Porclaneta (AQ), e nella chiesa di Santa Maria Assunta di Bominaco (AQ)
- Sottovoce di Claudio Pazienza (1993) girato e ambientato nel castello di Roccascalegna, sulla leggenda del barone Corvo de Corvis.
- Chicken Park di Jerry Calà (1994), girato in parte all'Aquila
- Una pura formalità di Giuseppe Tornatore (1994), girato in parte a Santo Stefano di Sessanio
- Marciando nel buio di Massimo Spano (1996), girato all'Aquila
- Auguri professore di Riccardo Milani (1997), girato in parte a Bisegna (AQ), Pescasseroli e nel Parco Nazionale d'Abruzzo
- Come mi vuoi di Carmine Amoroso (1997), girato in parte a Lanciano e Fossacesia
- Il viaggio della sposa di Sergio Rubini (1997), girato e in parte ambientato ad Atri, con scene nell'abbazia di San Giovanni Battista di Lucoli (AQ) e a Torre de' Passeri (PE)
- Porzûs di Renzo Martinelli (1997), girato a Santo Stefano di Sessanio
- Ti amo Maria di Carlo Delle Piane (1997), girato e ambientato ad Atri
- Così è la vita di Massimo Venier, Aldo, Giovanni e Giacomo (1998), girato in parte a Campo Imperatore
- Le faremo tanto male di Pino Quartullo (1998), girato a Pescasseroli
- La guerra degli Antò di Riccardo Milani (1999), girato e ambientato in larga parte a Montesilvano e Farindola
- Pane e tulipani di Silvio Soldini (2000), girato a Pescara
- Chi è Tatiana?! di Roberto Campili (2001), girato a Sulmona
- Gabriel di Maurizio Angeloni (2001), girato a Isola del Gran Sasso d'Italia e ivi ambientato
- Delirium di Flavio Sciolè (2002) girato alla Torre di Cerrano (Pineto)
- Guardiani delle nuvole di Luciano Odorisio (2002), girato in parte a Capestrano (Piazza Mercato e castello Piccolomini)
- Il posto dell'anima di Riccardo Milani (2003), girato e ambientato completamente a Vasto, Bisegna e nel Parco Nazionale d'Abruzzo
- Una bellezza che non lascia scampo di Francesca Pirani (2002), girato ad Assergi e Campo Imperatore
- Il compagno americano di Barbara Barni (2002), girato all'Aquila
- Due volte Natale di Marco Falaguasta (2003), girato a Celano e Pescara
- Liberi Gianluca Maria Tavarelli (2003), girato e ambientato interamente a Bussi sul Tirino, Pescara e Trasacco
- Angelus Hiroshimae di Franco Nero (2004), girato all'Aquila
- Forse sì... forse no... di Stefano Chiantini (2004), girato a Lanciano
- Le bande di Lucio Giordano (2004), girato a Lanciano
- Krank di Gianrico Di Gennaro (2005), girato a Tortoreto e Martinsicuro
- L'orizzonte degli eventi di Daniele Vicari (2005), girato nei Laboratori Nazionali del Gran Sasso (Assergi)
- Oltre la barricata di Andrea Cairoli (2005), girato a Sant'Eufemia a Maiella
- Anche libero va bene di Kim Rossi Stuart (2006), girato in parte a Campo Imperatore e Lucoli
- Inferno bianco di S. Jacurti (2007), girato a Campo Imperatore e Assergi
- L'amore non basta di Stefano Chiantini (2007), girato all'Aquila e ad Avezzano, in parte
- Una ballata bianca di Stefano Odoardi (2008), girato a Gessopalena, Fontecchio, L'Aquila e Pescara
- Colpo d'occhio di Sergio Rubini (2008), girato e ambientato in parte a Civitella del Tronto
- Vibrata di Gianrico Di Gennaro (2008), girato ad Alba Adriatica
- La volpe e la bambina di Luc Jacquet (2009), girato nel Parco Nazionale d'Abruzzo
- Diario di un curato di montagna di Stefano Saverioni (2009), girato a Pietracamela e Cerqueto
- L'uomo fiammifero di Marchi Chiarini (2009), girato nelle campagne di Teramo
- Vite invisibili di Davide Pompeo (2009), girato a Lanciano
- Il giorno della Shoah di Pasquale Squitieri (2009), girato e ambientato all'Aquila e Casentino (AQ)
- Draquila - L'Italia che trema di Sabina Guzzanti (2010), girato all'Aquila
- La città invisibile di Giuseppe Tandoi (2010), girato all'Aquila
- The American di Anton Corbijin (2010), girato e ambientato in larga parte a castel del Monte, Calascio, Sulmona
- Anno Zero di Milo Vallone (2010), girato all'Aquila, Caramanico Terme, San Valentino in Abruzzo Citeriore
- Colpa Nostra di Walter Nanni (2010) girato a Prati di Tivo, Campo Imperatore, L'Aquila, Onna, Gissi, Bussi sul Tirino, San Pio delle Camere
- Una notte da paura di Claudio Fragasso (2011), film tv girato e ambientato a Lanciano, Crecchio, Orsogna
- Un Natale con i fiocchi di Giambattista Avellino (2012), girato e ambientato a Sulmona
- Viva l'Italia di Massimiliano Bruno (2012), girato e ambientato in parte tra le macerie dell'Aquila
- Narciso Gray di Flavio Sciolè (2012), girato presso la Fortezza di Civitella Del Tronto (TE)
- Niente può fermarci di Luigi Cecinelli (2013), girato in parte nelle campagne di Casacanditella (CH)
- Ti ricordi di me? di Rolando Ravello (2014), girato in parte a Tagliacozzo
- Ambo di Pierluigi Di Lallo (2014), girato e ambientato ad Atessa, San Vito Chietino, Rocca San Giovanni, Chieti
- Scusate se esisto! di Riccardo Milani (2014), girato e ambientato in parte ad Anversa degli Abruzzi
- Fascistelli - Il film, regia di Stefano Angelucci Marino (2014), produzione JRASTUDIO, girato e ambientato a Civitella Messer Raimondo, Chieti, Villa Santa Maria.
- Ananke di Claudio Romano (2015), girato e ambientato a Stivigliano, Leofara, Valle Castellana.
- Il ricordo di una lacrima di Mario Santocchio (2015), girato a Giulianova e Civitella del Tronto
- Il racconto dei racconti - Tale of Tales di Matteo Garrone (2015), girato in parte a Roccascalegna
- Soundtrack di Francesca Marra (2015), girato a Pratola Peligna
- Un'avventura romantica di Davide Cavuti (2016), girato a Francavilla al Mare, Pescara, Nocciano e Atri
- Incanto di Claudio Romano (2016), girato ad Alba Adriatica.
- Piccoli segreti, grandi bugie - film tv della serie "Purché finisca bene" (2017), ambientato e girato in larga parte a Santo Stefano di Sessanio (AQ)
- Il permesso - 48 ore fuori di Claudio Amendola (2017), girato in parte a Pescara e Vasto
- Preghiera di Davide Cavuti (2017), documentario girato all'Aquila

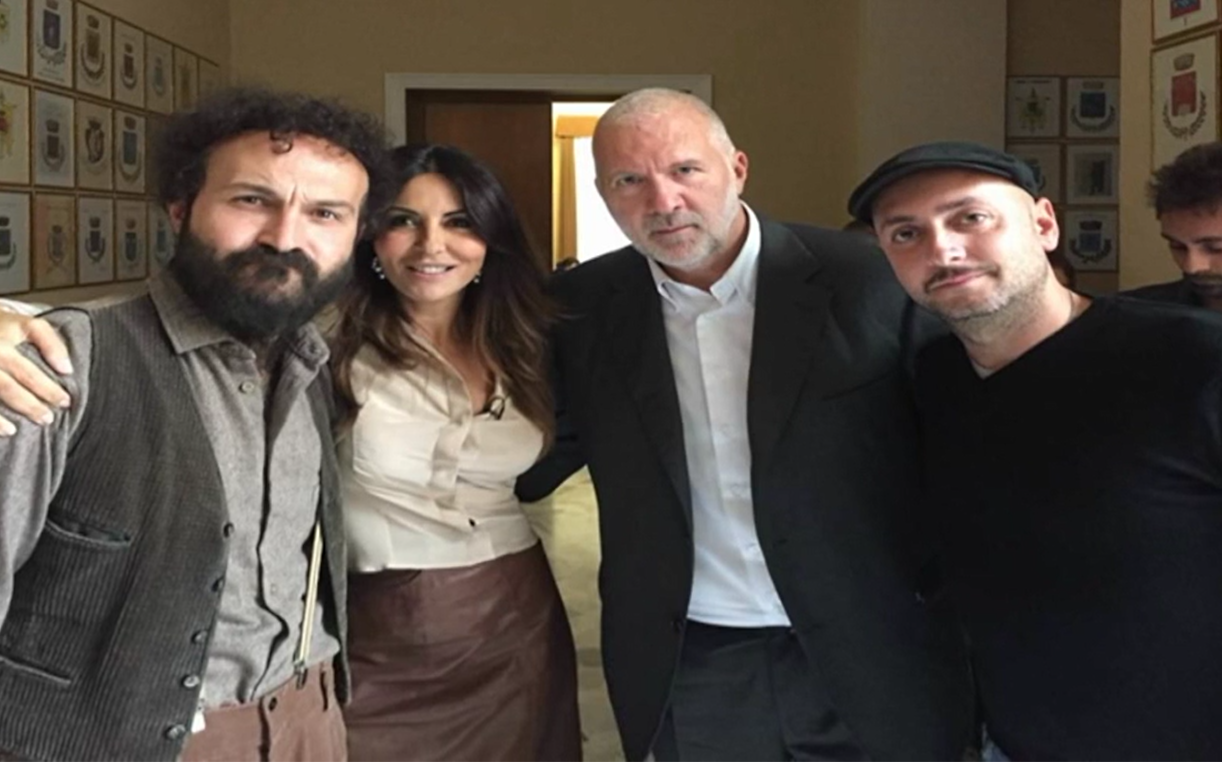
Da sinistra: Maccio Capatonda, Sabrina Ferilli, Massimo Picozzi e Enrico Venti sul set del film a Chieti.

- Omicidio all'italiana di Maccio Capatonda (2017), girato in larga parte nel borgo vecchio di Corvara (PE), e nel palazzo comunale di Chieti
- Ti presento Sofia di Guido Chiesa (2018), girato e ambientato in parte a Pescara e Francavilla al Mare
- Natale a Roccaraso, film corto web tv di Mauro Russo (2018), girato e ambientato a Roccaraso
- Lectura Ovidii, regia di Davide Cavuti (2019), girato a Sulmona, Atri, Ortona
- L'Aquila, 03:32 - La generazione dimenticata, di Simona Ercolani e Felice Cappa, Regia di Dario Acoeclla (2019), documentario girato a L'Aquila
- Nemici, di Milo Vallone (2020), girato e ambientato in Abruzzo tra Civitella Casanova, Tornareccio, Silvi, Pescara

## Le colonne sonore firmate dai compositori abruzzesi per il cinema
Al compositore Francesco Paolo Tosti è dedicato il film del 1939 Torna, caro ideal! diretto dal regista Guido Brignone e interpretato dall’attore Claudio Gora. La colonna sonora del film è tratta da opere di Tosti, arrangiate e adattate da Guido Albanese e da Ettore Montanaro, con le voci dei cantanti Pia Tassinari e Ferruccio Tagliavini.
Nel corso degli anni, alla città di Francavilla al Mare è stato dato l'appellativo di città della musica da film avendo avuto come concittadini alcuni autori di colonne sonore. 
Il suo esponente di spicco fu il celebre compositore Alessandro Cicognini (1906-1995), che ebbe la residenza a Francavilla al Mare fino agli anni Ottanta; è considerato uno dei padri della musica da film a livello internazionale (intraprese questa attività nel 1936) e autore di oltre trecento colonne sonore tra cui i film che vinsero il Premio Oscar Sciuscià  e Ladri di biciclette di Vittorio De Sica. È autore delle musiche dei maggiori capolavori del regista Vittorio De Sica, tra cui Miracolo a Milano, Umberto D., Stazione Termini, L'oro di Napoli, Il giudizio universale. Collaborò con Luigi Comencini, Pane, amore e fantasia, e con Mario Monicelli, Padri e figli, Guardie e ladri firmando, inoltre, le musiche di Don Camillo e le colonne sonore di altri celebri film quali Totò, Peppino e i fuorilegge, La banda degli onesti, Siamo uomini o caporali. A Francavilla al Mare, nacque il compositore e direttore d’orchestra Ettore Montanaro (1888-1967) autore di musica sinfonica e di musiche da film tra i quali vanno sottolineati alcuni titoli che lo resero celebre: I due misantropi composto nel 1937 in collaborazione con l’allora giovanissimo Alessandro Cicognini, La portatrice di pane con il quale fu premiato al Festival di Vichy diretto da Maurice Cloche,  La notte delle beffe interpretato da Amedeo Nazzari e Alberto Sordi.
La vocazione di Francavilla al Mare città dei compositori di musica da film si rinnova anche negli anni Duemila con i compositori Bruno Zambrini e Davide Cavuti. Bruno Zambrini, nato il 5 aprile 1935 a Francavilla al Mare, è autore di numerose colonne sonore e musiche per film comici e musicarelli, tra cui quelli del regista Neri Parenti (quasi tutti quelli della serie su Ugo Fantozzi) e della serie televisiva degli anni settanta Qui squadra mobile e per altre pellicole di grande successo come Notte prima degli esami, Femmine contro maschi, Maschi contro femmine, Ex; Zambrini è entrato nella storia della musica leggera italiana come compositore di brani di enorme successo per Gianni Morandi (Non son degno di te, In ginocchio da te, Se non avessi più te, La fisarmonica,  Un mondo d'amore, In amore) per Patty Pravo (La bambola), per Mina e Domenico Modugno. 
Il compositore Davide Cavuti risiede a Francavilla al Mare dove ha frequentato le scuole cittadine fino al Liceo per poi laurearsi all'Università dell'Aquila. Ha composto per i film del regista Michele Placido, quali Il grande sogno, Vallanzasca - Gli angeli del male, Itaker - Vietato agli italiani; Cavuti ha, inoltre, lavorato con registi quali Pasquale Squitieri, Giorgio Albertazzi, Arnoldo Foà, Lino Guanciale, Giorgio Pasotti. Ha ricevuto, nel 2017, il prestigioso Premio Carlo Savina per la musica da film.

## Abruzzo Film Commission
L'istituzione cinematografica è stata realizzata con la Legge Regionale del 20 novembre 2017, dopo un primo embrione di istituzione attiva già dal 2015 all'Aquila. La sede istituzionale è all'Aquila mentre la sede operativa è a Sulmona. Il 1 luglio 2019, l'Abruzzo Film Commission è divenuta pienamente operativa. L'obiettivo è quello di sviluppare l'industria cinematografica regionale, televisiva e audiovisiva, per raggiungere nuovi e maggiori traguardi culturali, economici e occupazionali contribuendo alla valorizzazione del territorio e facilitando i rapporti tra le produzioni regionali, nazionali e internazionali e gli enti pubblici e privati interessati nella realizzazione dei film e delle serie tv. Il progetto è stato realizzato in collaborazione con il MIBAC.